# خوان ماتا
خوان مانويل ماتا غارسيا (بالإسبانية: Juan Manuel Mata García)‏ هو لاعب كرة قدم محترف من مواليد مدينة فيلافرانكا أوتيس دي أوكا في 28 أبريل 1988. يلعب في مركز الوسط المهاجم مع نادي فيسيل كوبه الياباني مُنذ عام 2023.

## مسيرته

### بداياته
كانت بدايته في ريال اوفييدو، فلعب معهم لغاية 2003، حيث انتقل بعدها إلى نادي ريال مدريد كاستيا (ريال مدريد ب).

### فالنسيا
انتقل إلى فالنسيا في شهر يناير من عام 2008. يعتبر الاعب من أبرز الاعبين في نادي فالنسيا سابقا خصوصا بعد انتقال اللاعبين دافيد فيا ودافيد سيلفا بسبب ازمة النادي الاقتصادية، ولقد عرض كثير من الأندية الحصول على خدمات الاعب لكن إدارة النادي كانت ترفض العروض دائماً.

### تشيلسي
بتاريخ 24 أغسطس 2011 انتقل اللاعب إلى صفوف نادي تشيلسي الإنجليزي في عقد يمتد لخمسة سنوات في مقابل مادي وقدره 23 مليون يورو، صرح بعدها ماتا معرباً بسعادته بالانضمام للنادي الأزرق، وأنه تحدث مع صديقه فرناندو توريس بشأن الانضمام للنادي اللندني.

### مانشستر يونايتد
في 24 يناير 2014 أعلن مانشستر يونايتد عن انتقال ماتا إليه بصفقة كانت الأكبر في تاريخ النادي، بلغت 37 مليون جنيه استرليني.

### الجماعية
فالنسيا
- كأس ملك إسبانيا: 2007–08

 تشيلسي ul gk]k

- كأس الاتحاد الإنجليزي: 2011–12
- دوري أبطال أوروبا: 2011–12

 مانشستر يونايتد
- كأس الاتحاد الإنجليزي: 2015–16
- الدوري الأوروبي: 2016–17

 غلطة سراي
- الدوري التركي الممتاز: 2022–23

 المنتخب الإسباني
- بطولة أوروبا تحت 19 سنة: 2006
- بطولة أوروبا تحت 21 سنة: 2011
- كأس الأمم الأوروبية: 2012
- كأس العالم: 2010

## روابط خارجية
- خوان ماتا على موقع الاتحاد الدولي (مؤرشف)  (الإنجليزية)
- خوان ماتا على موقع الاتحاد الأوربي (الإنجليزية)
- خوان ماتا على موقع اتحاد تركيا (لاعب) (الإنجليزية)
- خوان ماتا على موقع رابطة كرة القدم اليابانية للمحترفين (اليابانية)
- خوان ماتا على موقع إي إس بي إن إف سي (الإنجليزية)
- خوان ماتا على موقع قاعدة بيانات كرة القدم.إي يو (الإنجليزية)
- خوان ماتا على موقع ليكيب (الفرنسية)
- خوان ماتا على موقع ناشيونال فوتبول تيمز (الإنجليزية)
- خوان ماتا على موقع Soccerbase.com (لاعب) (الإنجليزية)
- خوان ماتا على موقع Soccerway.com (الإنجليزية)